# بوتش فيغ
براين ديفيد «بوتش» فيغ (بالإنجليزية: Bryan David "Butch" Vig)‏ (ولد في 2 أغسطس 1955) هو موسيقي ومنتج ألبومات أمريكي، عُرف كعازف الطبول والمنتج المشارك في فرقة الروك البديل Garbage ومنتج الألبوم الماسي مبيعا نيفرمايند لفرقة نيرفانا.

## روابط خارجية
- بوتش فيغ على موقع IMDb (الإنجليزية)
- بوتش فيغ على موقع ميوزك برينز (الإنجليزية)
- بوتش فيغ على موقع إن إن دي بي (الإنجليزية)
- بوتش فيغ على موقع أول ميوزيك (الإنجليزية)
- بوتش فيغ على موقع ديسكوغز (الإنجليزية)
- بوتش فيغ على موقع قاعدة بيانات الفيلم (الإنجليزية)